# Grube Wilhelminenzeche
Die Grube Wilhelminenzeche ist eine ehemalige Galmei-Grube des Bensberger Erzreviers in Bergisch Gladbach. Das Gelände gehört zum Stadtteil Herrenstrunden.

## Geschichte
Aufgrund eines Mutungsgesuchs vom 2. März 1848 erfolgte die Verleihung des Grubenfeldes am 19. Oktober 1848 auf Galmei. Das Amtsgericht Bensberg stellte am 16. Oktober 1903 fest, dass der Nachweis einer bauwürdigen Lagerstätte nicht erbracht worden sei. Ein Jahresbericht über den Betrieb der Grube Wilhelminenzeche erwähnt für das Jahr 1905 zwei Arbeiter und weist folgenden Text aus: „Der Stollen ist aufgewältigt und von dem Eigentümer, der Papierfabrik J. W. Zanders zu Bergisch Gladbach, zu einer Wassergewinnungsanlage benutzt worden.“ Eine Gewerkschaft Melusina aus Essen-Steele hatte offensichtlich an den Vorbesitzer, die Gewerkschaft  Hohenstaufen zu Essen, Geldforderungen und erkundigte sich bei dem Bergrevier Deutz nach den Eigentumsverhältnissen eines Dampfkessels auf der Wilhelminenzeche. Das Bergrevier antwortete am 17. Juli 1906, dass der Dampfkessel Nr. 311 im Jahre 1897 nach dem Schacht Westig im Bergverein Witten verlegt worden sei. Die Akten habe man am 3. März 1897 an den zuständigen Bergrevierbeamten abgegeben. Bis gegen Ende des 19. Jahrhunderts müssten demzufolge Betriebstätigkeiten stattgefunden haben. Darüber hinaus liegen keine Informationen über Betriebstätigkeiten vor.

## Lage und Relikte
Ungefähr 300 m westlich von Bech und rund 300 m nordöstlich von Breitenweg liegt in einem nach Nordwesten abfallenden Hang die Wilhelminenzeche. Zu sehen ist eine Pinge mit einem Durchmesser von etwa 20 m. Sie ist sehr gut erhalten und wurde als Bodendenkmal Nr. 14 verzeichnet, aber nicht geschützt (siehe Foto). Unterhalb befindet sich ein Steinbruch. In diesem Bereich muss der Wilhelminen-Stollen gelegen haben.